# SU Геркулеса
SU Геркулеса (лат. SU Herculis, HD 162198) — одиночная переменная звезда в созвездии Геркулеса на расстоянии (вычисленном из значения параллакса) приблизительно 4768 световых лет (около 1462 парсек) от Солнца. Видимая звёздная величина звезды — от +13m до +10,5m.

## Характеристики
SU Геркулеса — красный гигант, пульсирующая переменная звезда, мирида (M) спектрального класса M6e, или M6*, или Mc. Радиус — около 76,43 солнечного, светимость — около 624,935 солнечной. Эффективная температура — около 3301 K.